# Malisjoki
Malisjoki är ett vattendrag i Finland.   Det ligger i landskapet Norra Österbotten, i den centrala delen av landet, 400 km norr om huvudstaden Helsingfors. Malisjoki ligger vid sjön Pidisjärvi.